# ATP Volvo International 1980
Il Volvo International 1980 è stato un torneo di tennis giocato sulla terra rossa. Il torneo fa parte del Volvo Grand Prix 1980. Si è giocato a North Conway negli Stati Uniti dal 27 luglio al 3 agosto 1980.

## Campioni

### Singolare maschile
Jimmy Connors ha battuto in finale  Eddie Dibbs con il punteggio di 6–3, 5–7, 6–1

### Doppio maschile
Jimmy Connors /  Brian Gottfried hanno battuto in finale  Kevin Curren /  Steve Denton con il punteggio di 7–6, 6–2